# 尤卡·亚洛宁
尤卡·亚洛宁（芬蘭語：Jukka Jalonen，1962年11月2日—），芬兰冰球运动员。他曾带领芬兰国家队参加2010年和2022年冬季奥林匹克运动会冰球比赛，结果队伍获得一枚金牌和一枚铜牌。